# 国立銀行条例
国立銀行条例（こくりつぎんこうじょうれい、明治5年太政官布告第349号、明治9年太政官布告第106号）は、国立銀行について定めた太政官布告。最初は、明治5年11月15日（旧暦）に明治5年太政官布告第349号として制定され、1876年（明治9年）8月1日に全部改正された。

## 条例の制定
1870年に、当時の大蔵少輔（おおくらしょうゆう。次官）であった伊藤博文がアメリカ合衆国の首都ワシントンで銀行制度を視察し、その成果を反映した。戊辰戦争等で発行された政府紙幣を日本国債と交換させ、民間銀行にその国債を担保として兌換券を発行させた。それまでの兌換制度を止めて、国立銀行が発行する銀行券（兌換紙幣としての国立銀行紙幣）には金貨などの兌換硬貨との交換を義務付けた。
それまで日本は兌換貨幣（金との交換が保証された通貨）を使用していたが、まだ経済基盤が弱かった日本からは金貨の海外流出などで金準備不足が深刻化しており、兌換制度を止める必要があった。1871年（明治4年）に新貨条例が制定され、「円」を貨幣とする最初の近代貨幣制度が導入された。しかし同時に採用された金本位制は金準備不足のために実際には銀貨が主に使われ、1876年（明治9年）に事実上、1878年（明治11年）に正式に、金銀複本位制が確立し、1885年（明治18年）に銀本位制に移行し、日清戦争後の1897年（明治30年）にようやく金本位制に復帰した。
その後、イギリス型の中央銀行制度を推す当時の大蔵少輔吉田清成と、アメリカ型の分権方式銀行制度を推す伊藤博文が論争した。結局、アメリカにおいて1864年に財務長官サーモン・チェイス (Salmon Chase) によって制定された国法銀行法を参考に、1872年（明治5年）国立銀行条例が制定された。当時の世界の銀行制度の潮流として、イングランド銀行を代表とする中央銀行制度と、アメリカの国法銀行を代表とする反・中央銀行制度としての分権方式銀行制度があった。
国立銀行条例により、渋沢栄一が1873年（明治6年）に日本初の国立銀行である第一国立銀行（現:みずほ銀行）を設立。その後もこの条例を基に民間によって数多く（制限が掛かった1879年の時点で全153行）の国立銀行が設立された。

## 明治9年全部改正
大隈重信が1873年（明治6年）に大蔵卿に就任以来、積極財政により「大隈財政」なる殖産興業政策の推進を行った。そして1876年（明治9年）に、明治9年太政官布告第106号により、国立銀行条例は全部改正された。これにより多くの国立銀行の設立が推進されるようになり、全国に153の国立銀行を設置する。改正前の内容には兌換硬貨と銀行券との交換の為に紙幣に見合うだけの兌換硬貨を用意する必要があった。改正後は銀行紙幣の発行が容易になり、インフレーションの原因の一つとなった。また、金禄公債を原資とする国立銀行も次々と設立された。改正後の要点は以下のとおり。
- 不換紙幣としての国立銀行紙幣の発行を認める。
- 今までの兌換硬貨との交換の義務の廃止。
- 華族や士族に交付された金禄公債を銀行資本にする事を認める。

## 明治10年
12月12日、国立銀行乱立防止のために国立銀行条例補正追加。太政官布達。（11月29日までに全国国立銀行許可数は33行、未許可数は34行）

## 明治11年
3月2日、国立銀行条例第18条を改正した。太政官布達。発行紙幣総額を制限し、貯蓄預金制度を制定した。

## 明治13年
2月26日、大蔵省は、国立銀行貸付金額を1口につき資本金額の10分の1に制限する旨（国立銀行条例第56条）を再達した。（大蔵省達）

## 明治16年改正後
1882年（明治15年）6月に日本銀行条例が導入される。そして同年10月に日本銀行が開業した。1883年（明治16年）5月5日に国立銀行条例を改正した。要点は箇条書きのとおりである。
- 免許をうけた後20年間の営業期間内に発行した紙幣を全額償還する。
- 営業期間が終了した後は紙幣発行を認めない。
- 発券残高の1/4を償却準備金として、さらに毎年発券残高の2.5％相当を紙幣償却の原資として日銀へ預ける[2]。

1884年（明治17年）5月に銀本位制の兌換銀行券条例を導入。これにより日本銀行を唯一の発券銀行として、銀行紙幣を回収した。追って1885年（明治18年）5月に日本銀行兌換銀券（この紙幣と同額の銀貨と交換することの保証券）を発行して、増えた銀貨を回収した。1897年（明治30年）に貨幣法を制定し、金本位制を確立させた。1899年（明治32年）に日本銀行兌換券を発行して、金貨を回収した。これにともない政府紙幣と国立銀行券の発行停止が言い渡され、国立銀行も現在の銀行へとなっていった。1931年（昭和6年）12月に金貨兌換停止となった。そして1942年（昭和17年）には日本銀行法の旧法が公布され、日本銀行条例と兌換銀行券条例が廃止された。国立銀行条例は、大蔵省関係法令の整理に関する法律（昭和29年5月22日法律第121号）により廃止された。